# Blå videbagge
Blå videbagge eller Blå sälgglansbagge (Phratora vulgatissima), är en skalbaggsart som först beskrevs av Carl von Linné 1758. Blå videbagge ingår i släktet Phratora, och familjen bladbaggar. Arten är reproducerande i Sverige.

## Bildgalleri

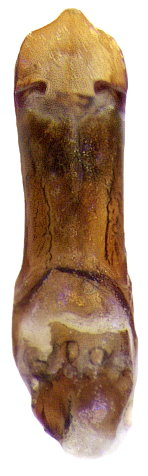
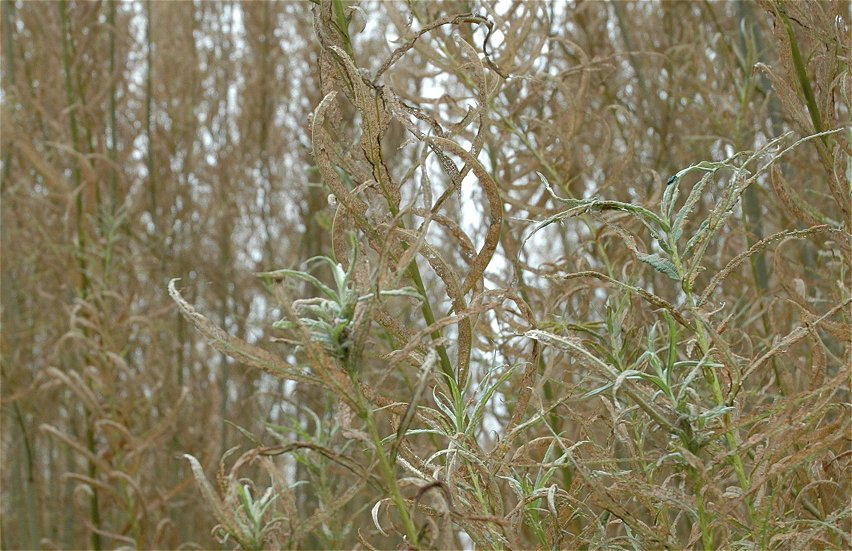